# Oxymacaria apamaria
Oxymacaria apamaria là một loài bướm đêm trong họ Geometridae.